# Stefaan Staelens
Stefaan Staelens (Lokeren, 25 februari 1972) is een Belgische voetballer. Hij speelde in de jaren 90 lange tijd voor SC Lokeren in de hoogste nationale reeksen.
Later ging hij in de lagere nationale reeksen spelen bij FC Denderleeuw, Verbroedering Denderhoutem, Standaard Wetteren en ten slotte in de provinciale reeksen bij FC Destelbergen en als speler-trainer bij VKN Beervelde.